# Peščeni črv
Peščeni črv (znanstveno ime Arenicola marina) živi v cevastih luknjah na peščeni plaži. Je v sorodu z deževnikom in se prehranjuje tako, da poje prst, prebavi organske snovi, ki se v njej nahajajo, ostalo pa izloči na površje. Zraste deset do dvajset cemtimetrov v dolžino z debelino do dveh centimetrov.

## Življenje
Peščeni črv preživi svoje celo življenje v rovu v obliki črke U. Njegov rov zalivata voda in pesek, ki mu padata na glavo. Konico repa neprestano premika proti vrhu, da z njo izloči neuporabno in prebavljeno snov. Če izloča v času oseke, lahko na plaži zasledimo majhne kupčke peska. Več mesecev živi v enem rovu in se zanese na to, da mu plima prinese hrano dvakrat dnevno. Kot večina morskih prebivalcev, tudi peščeni črv sprejema kisik iz morske vode skozi škrgaste tvorbe. Zaradi majhnega pretoka kisika ima črv v krvi veliko hemoglobina. Z njegovo pomočjo si naredi zalogo kisika do naslednje plime, kar mu omogoča preživetje.

## Razmnoževanje
Za oploditev ni potrebno pravo parjenje. Samec in samica peščenega črva štirinajst dni neprenehoma spuščata v vodo semenčeca oziroma jajčeca. To dela v času plimovanja. Spolni produkti se v vodi združijo in proizvedejo ličinke, ki se dokončno razvijejo na morskem dnu.